# Карповський (Тюменцевський район)
Ка́рповський (рос. Карповский) — селище у складі Тюменцевського району Алтайського краю, Росія. Адміністративний центр та єдиний населений пункт Новокарповської сільської ради.

## Населення
Населення — 403 особи (2010; 527 у 2002).
Національний склад (станом на 2002 рік):
- росіяни — 99 %